# Kloster Daugavgrīva
Das Kloster Daugavgrīva (deutsch Dünamünde; Mons S. Nicolai) war ein Zisterzienserkloster in Lettland. Es lag 12 km von der lettischen Hauptstadt Riga entfernt, deren Stadtbezirk es seit 1959 bildet.

## Geschichte
Das Kloster wurde von Bischof Albert I. von Riga 1205 gestiftet und 1208 mit Mönchen aus Kloster Pforta aus der Filiation von Kloster Morimond über Kloster Kamp und Kloster Walkenried besetzt. Der erste Abt Theoderich von Estland war bereits zuvor bei der Mission in Livland tätig gewesen. Dem Kloster gehörten zum Teil weit von ihm entfernt liegende Ländereien. So besaß es bei Rägelin in der Herrschaft Ruppin 30 Hufen Land, das ihm 1238 vom Edlen von Plotho geschenkt worden war, und betrieb darauf ein Gut. Während einer Rebellion der einheimischen Bevölkerung im Jahr 1228 wurde das Kloster zerstört. Im Jahr 1263 wurde die hölzerne Kirche durch einen Brand zerstört. Das Kloster wurde bereits im Jahr 1305 an den livländischen Zweig des Deutschen Ordens verkauft, der dort seine Komturei errichtete und die Anlage zur Burg Dünamünde umbaute; die Mönche gingen nach dem Kloster Padise in Estland.
Im Kloster wurde Bischof Bernhard zur Lippe 1224 beigesetzt.

## Bauten und Anlage
Die Kirche schloss östlich an einen starken quadratischen Turm an. Entlang der Ostmauer standen zwei Gebäude den Mönchen zur Verfügung, die Konversen hatten einen Bau an der Westmauer. Im Norden befanden sich zwei Türme. Der Eingang befand sich in der Südwestecke des äußeren Befestigungsgürtels, der von mehr als 40 m breiten Wassergräben umgeben war.